# انتخابات الرئاسة السلفادورية 2019
انتخابات الرئاسة السلفادورية 2019 هي الانتخابات الرئاسية التي جرت في 3 فبراير 2019، في السلفادور، لانتخاب رئيس السلفادور، فاز بالانتخابات نجيب أبو كيلة، حصل على 1,434,856 صوت، وقد بلغت عدد الإصوات المشاركة في الانتخابات 2,733,178 صوتاً، قبل منها 2,701,992 صوتاً، وأعتبرت 31,186 من الأصوات باطلة.

## المرشحين
| المرشح          | الحزب | عدد الأصوات |
| --------------- | ----- | ----------- |
| نجيب أبو كيلة   |       | 1,434,856   |
| Carlos Calleja ‏ |       | 857,084     |
| هوغو مارتينيز   |       | 389,289     |